# Izraelské osady

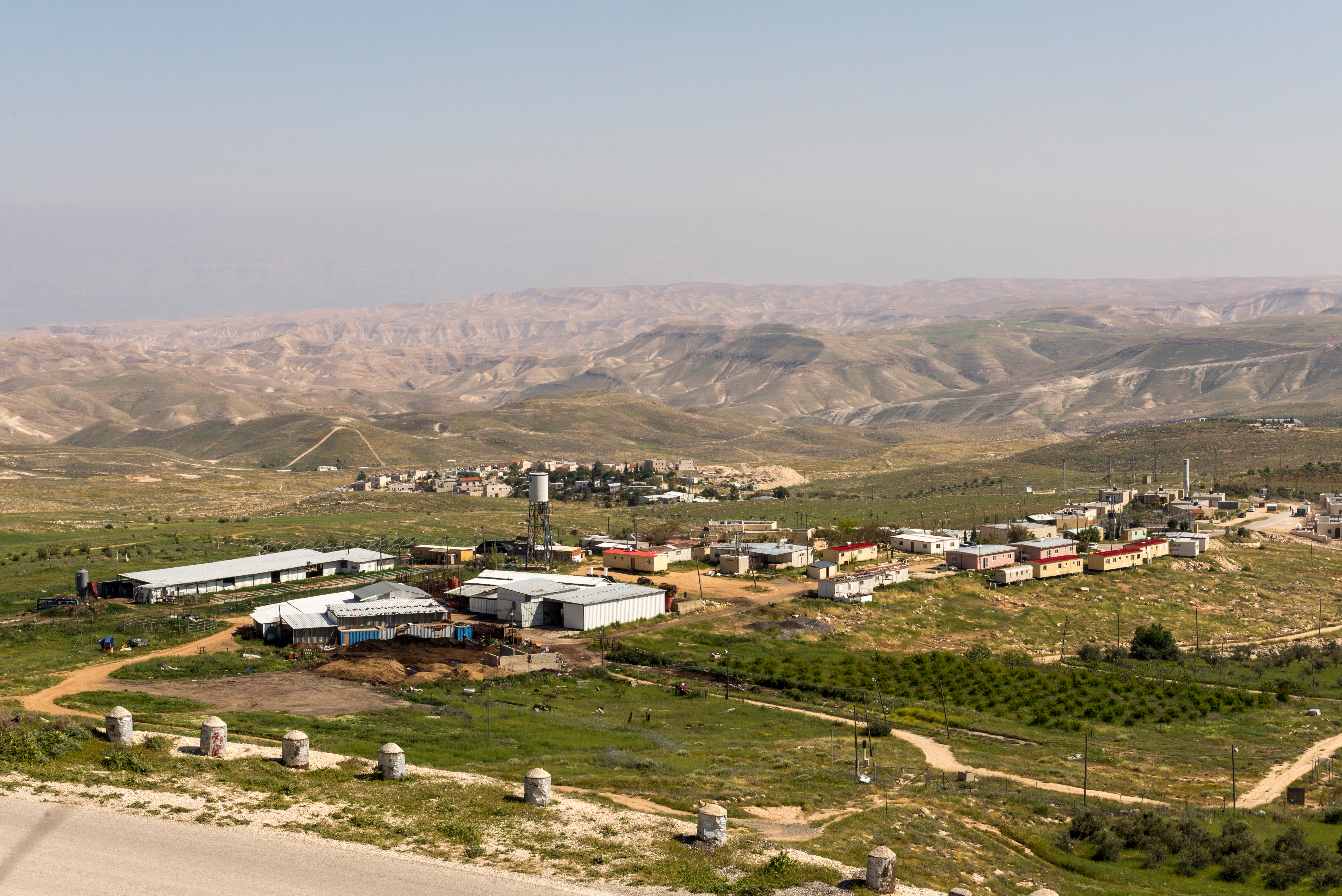
Drobné židovské osady na okraji Judské pouště, v popředí Sde Bar, v pozadí Kfar Eldad

Izraelské osady jsou sídla založená Izraelem a Izraelci na územích, která židovský stát dobyl v šestidenní válce v roce 1967 a od té doby je v rozporu s mezinárodním právem okupuje. Konkrétně jde o Východní Jeruzalém, Západní břeh Jordánu a Golanské výšiny, kde k roku 2021 žilo dohromady okolo 700 000 židovských osadníků. V minulosti existovaly izraelské osady i na Sinajském poloostrově a v Pásmu Gazy.

## Terminologie
- V hebrejštině jsou izraelské osady nejčastěji nazývány התנחלויות ("hitnachalujot"), singulár התנחלות ("hitnachalut"). Tento výraz je používán teprve v poslední třetině 20. století, a to jak zastánci, tak odpůrci politiky výstavby osad. Zastánci osad jej oceňují pro jeho odvození od biblické terminologie - Numeri 33,54: וְהִתְנַחַלְתֶּם אֶת-הָאָרֶץ בְּגוֹרָל לְמִשְׁפְּחֹתֵיכֶם („Rozdělíte si zemi losem jako dědictví mezi své čeledi”[1]). Odpůrcům osad zase termín vyhovuje, protože odlišuje izraelská sídla za Zelenou linií od sídel uvnitř vlastního Izraele v jeho mezinárodně uznávaných hranicích. Kromě slova "hitnachalujot" se pro všechna izraelská sídla (uvnitř i za Zelenou linií) používá také výraz התיישבות ("hitjašvut") a nebo od stejného kořene odvozené slovo יישוב ("jišuv").[2] Od těchto dvou základních termínů pro osady se také odvozuje v hebrejštině pojmenování jejich obyvatel, tedy osadníků: buď מתנחלים ("mitnachalim"), nebo מתיישבים ("mitjašvim").

- V angličtině je spojení „izraelské osady” nejčastěji překládáno jako "Israeli settlements" a takto se objevuje například v oficiálních prohlášeních americké vlády.[3] V kruzích nakloněných politice osadnictví se používá i neutrálnější termín "Israeli communities" (zhruba „izraelské obce”), který neodlišuje sídla zbudovaná vně a uvnitř Zelené linie.[4] Naopak v kruzích radikálněji naladěných proti izraelské politice na obsazených územích, zejména v arabských zemích, se užívá i termín "Israeli colonies" („izraelské kolonie”)[5] Někteří odpůrci sionismu ale výraz "Israeli colonies" aplikují i na židovská sídla uvnitř Zelené linie.[6]

- V arabštině se pro izraelské osady používá výraz المستوطنات ("mustavtanát") a od něho odvozené slovo pro osadníky مستوطنين ("mustavtinín"), nebo ostřejší مستعمرات ("mustamarát"), které se dá přeložit jako „kolonie”.[7]

## Právní status

### Izraelská pozice

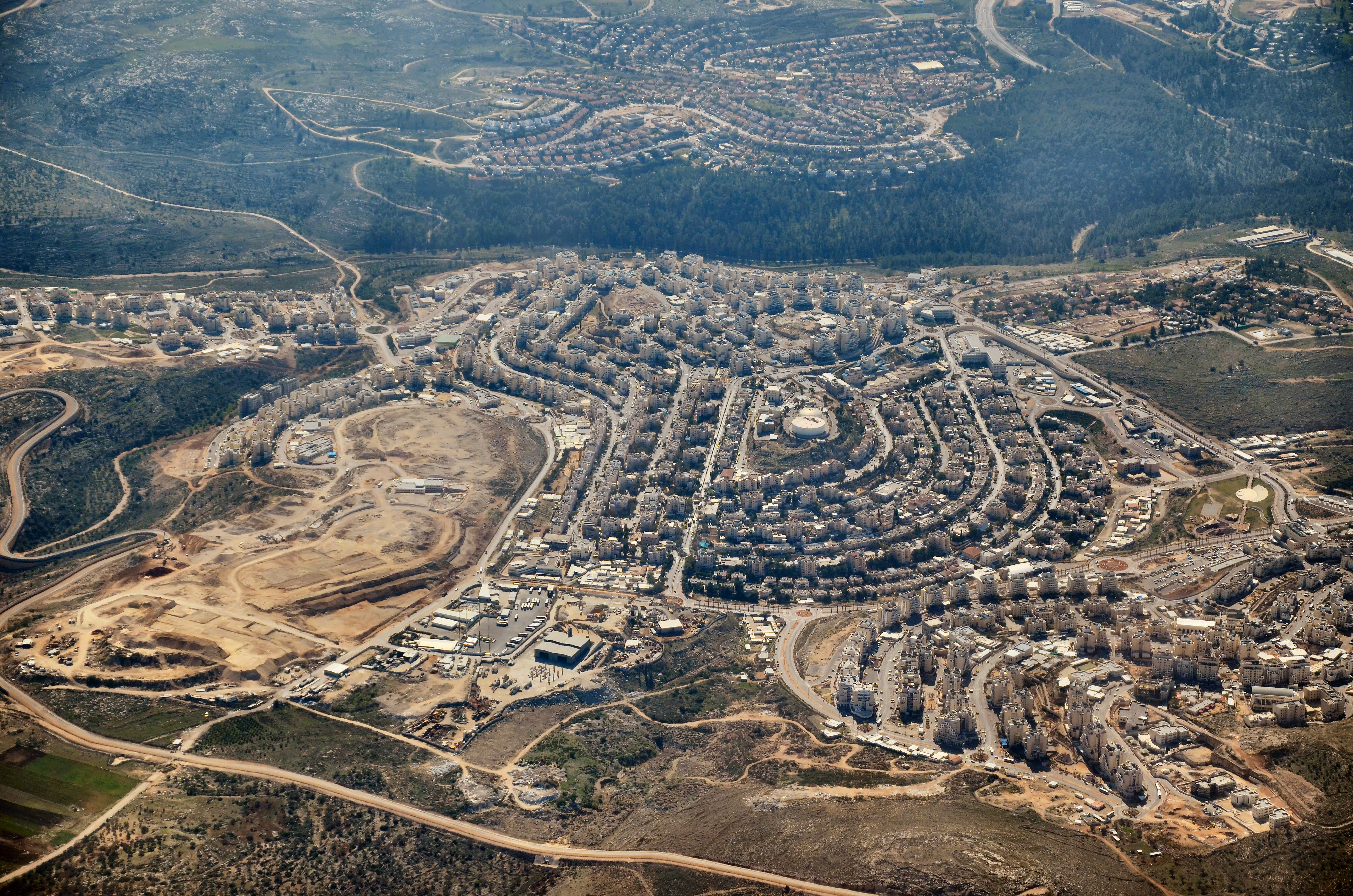
Letecký snímek nejlidnatější izraelské osady Modi'in Ilit s více než 80 000 obyvateli

Oficiální izraelská pozice ohledně osad na Západním břehu Jordánu je, že tato sídla nenarušují práva zde usazených palestinských obyvatel, protože byla zřizována na státní nikoliv soukromé půdě. To ale zpochybňuje organizace Peace Now, která zveřejnila v roce 2006 studii, podle které 39 % plochy zaujímané izraelskými osadami na Západním břehu Jordánu leží na pozemcích, které původně patřily soukromým palestinským vlastníkům. Osady jsou umístěny na území, které je pod vojenskou správou a není formálně součástí Izraele. Právo židů usazovat se na těchto územích bylo podle izraelské vlády zakotveno při zřizování Britského mandátu Palestina a navíc některé z těchto sídel navazují na židovské komunity, které tu existovaly před rokem 1948 (například Kfar Ecjon nebo Hebron). Izrael považuje Západní břeh Jordánu za sporné nikoliv okupované území. Východní Jeruzalém a Golanské výšiny jsou Izraelem považovány za integrální součást Izraele a zdejší osady se právně neliší od jakýchkoliv jiných sídel ve vlastním Izraeli.

### Pozice mezinárodního společenství
Většina mezinárodního společenství, s poukazem na mezinárodní právo a oficiální stanovisko OSN, považuje izraelské osady za ilegální. Kritici státu Izrael považují osidlovací politiku za namířenou proti Palestincům. Budováním civilních osad Izrael, v rozporu s mezinárodním právem, fakticky rozšiřuje své hranice a dochází tak k záboru a faktické anexi území, která Izraeli dle Rezoluce Valného shromáždění OSN č. 181 z roku 1947 ani dle linií příměří z roku 1949 nenáleží.
Mezinárodní soudní dvůr v roce 2024 rozhodl, že osidlování okupovaných palestinských území je v rozporu s mezinárodním právem, Izrael musí okamžitě ukončit budování nových osad a stávající osadníky z těchto území evakuovat. Dne 18. září 2024 Valné shromáždění OSN přijalo rezoluci vyzývající k ukončení „nezákonné přítomnosti“ Izraele na Západním břehu Jordánu a v Pásmu Gazy do jednoho roku.
Dle Římského statutu je „okupační silou provedené přímé nebo nepřímé přesídlení částí jejího vlastního civilního obyvatelstva na okupované území” válečný zločin; izraelská podpora osadnického hnutí je v současné době (2025) předmětem vyšetřování žalobce Mezinárodního trestního soudu. Podle deníku The Wall Street Journal připravoval vrchní žalobce Mezinárodního trestního soudu Karim Khan, před svým nuceným odchodem na dovolenou z důvodu obvinění ze sexuálního útoku v květnu 2025, vydání zatykačů na dva izraelské krajně pravicové politiky – ministra financí Becal'ele Smotriče a ministra národní bezpečnosti Itamara Ben Gvira – za izraelské osady na okupovaném Západním břehu Jordánu.
Spojené státy americké za různých administrativ volily ve vztahu k izraelským osadám proměnlivý slovník. Barack Obama označoval osady „nelegitimní“, Donald Trump krátce po nástupu k moci formuloval postoj své země takto: „Třebaže se nedomníváme, že existence osad je překážkou k míru, výstavba nových osad a rozšiřování těch stávajících za jejich současné hranice nemusí být prospěšná pro dosažení tohoto cíle.“ Evropská komise Izraeli přikázala zboží vyrobené ze židovských osad jasně označovat. Podle ní musí být zřejmé, že Izrael tato území okupuje a nejde o jeho svrchované území.

## Historie izraelských osad

### První dekáda
Vznik prvních izraelských osad se datuje krátce po šestidenní válce. Úplně první osadou byl Kfar Ecjon. Dne 27. září 1967 se skupina budoucích osadníků sešla na vojenském hřbitově v Jeruzalémě. Po ceremoniálu vyrazili v konvoji na místo, kde obnovili vesnici Kfar Ecjon zničenou v roce 1948 během první arabsko-izraelské války. V té době však oficiální pozicí izraelské vlády po jejím zasedání 19. června 1967 bylo vrátit dobytá území (Golanské výšiny a Sinaj) výměnou za mír se sousedními arabskými státy. Egypt ovšem neměl znovu získat kontrolu nad Pásmem Gazy. V případě Západního břehu Jordánu se předpokládalo buď jeho vrácení Jordánsku, nebo vytvoření autonomního palestinského státu. Pouze v případě Jeruzalému se od počátku počítalo s jeho sjednocením pod izraelskou suverenitou. S tímto záměrem však nesouhlasila část ministrů. Ministr práce Jigal Alon prosazoval trvalou anexi části Západního břehu Jordánu a Pásma Gazy a zakládání izraelských osad na tomto území. Mělo jít o údolí řeky Jordán, oblast historického Guš Ecjon, aglomeraci Jeruzalému, region jižního Judska (Hebronské hory) a jižní část Pásma Gazy. Přestože tento projekt – nazývaný Alonův plán – nebyl izraelskou vládou nikdy přijat jako oficiální politika, stal se v následujících letech faktickým vodítkem izraelské vlády při zakládání prvních osad.

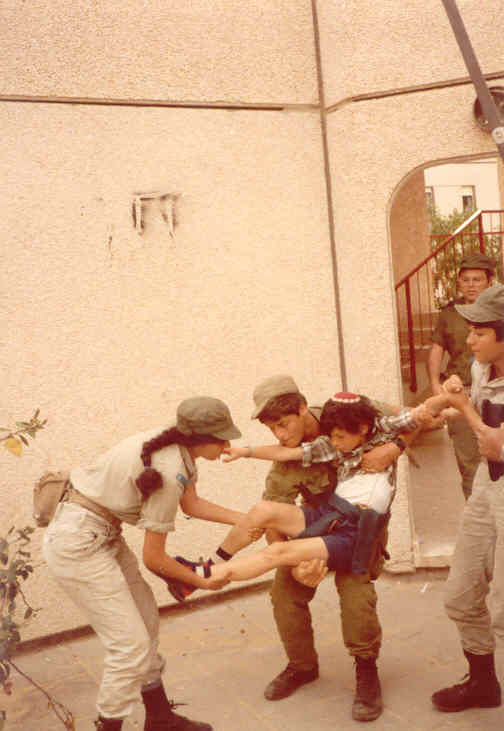
Potyčky mezi izraelskou armádou a obyvateli při vystěhovávání osady Jamit na Sinaji v roce 1982

Jako první osada v rámci Alonova plánu vznikla v roce 1968 vesnice Kalija v údolí Jordánu. V roce 1968 přišli také první izraelští osadníci do Hebronu (od roku 1972 navíc v jistém odstupu od historického města Hebron, které má výraznou arabskou populační většinu, vznikla i nová izraelská osada o velikosti menšího města Kirjat Arba). Ještě před koncem 60. let 20. století vznikly další osady v bloku Guš Ecion. Rozvíjejí se také první osady na Sinajském poloostrově, kde Moše Dajan prosazuje projekt výstavby velkého města s přístavem Jamit. V roce 1974 je založeno hnutí Guš Emunim, které požaduje jít nad rámec Alonova plánu a zahájit osidlování i ve vnitrozemí Západního břehu Jordánu. Pro tento účel zřídilo zvláštní osidlovací organizaci Amana. Aktivisté Guš Emunim se snaží o usazení v této oblasti i za cenu potyček s izraelskou armádou. Získávají podporu opoziční strany Likud a jejího předáka Menachema Begina, který slibuje, že pokud nastoupí k moci, nikdy se obsazených území nevzdá.

### Průlom ve výstavbě osad po roce 1977
Když Likud vyhrál parlamentní volby roku 1977, zahájil masivní výstavbu osad. Během roku 1977 jich vzniklo patnáct, včetně první v Pásmu Gazy (Necer Chazani), kde ale byla již v roce 1970 obnovena vesnice Kfar Darom, vyklizená v roce 1948. V roce 1978 ovšem vláda Menachema Begina uzavřela mírovou smlouvu s Egyptem a souhlasila s předáním Sinajského poloostrova pod egyptskou suverenitu. Roku 1982 byly proto všechny izraelské osady na Sinaji vyklizeny, i za cenu potyček s osadníky. Zároveň pokračovala výstavba osad na ostatních obsazených územích. V roce 1979 vláda zrušila omezení na nákup půdy na Západním břehu Jordánu. V roce 1981 vláda rozhodla o anexi Golanských výšin. Během roku 1981 byl překonán další rekord, když vzniklo šestnáct nových osad. Výstavba osad pokračovala po celý zbytek 80. let 20. století, a to i během První intifády.
Vodítkem při geografické expanzi osad byl v tomto období takzvaný Droblesův plán z roku 1978, jenž počítal se vznikem četných shluků židovských osad, které měly fakticky rozbít územní kontinuitu palestinského osídlení na Západním břehu. Svou koncepcí navazoval na myšlenku formulovanou Moše Dajanem už roku 1968 (tzv. Pět pěstí), podle které mělo být přímo v centrální části hřbetu hornatiny Judeje a Samařska zřízeno pět „pěstí“, které by vždy sestávaly ze základny izraelské armády, osady městského charakteru a okolních zemědělských osad. Těchto pět shluků mělo být situováno záměrně do blízkosti pěti zdejších největších arabských měst, tedy Dženínu, Náblusu, Ramaláhu, Betléma a Hebronu. Jejich účelem by bylo zajistit okamžitou reakci armády na případné arabské nepokoje, včetně možného přerušení dopravních vazeb mezi jednotlivými palestinskými regiony. Dajanova myšlenka nebyla rozvinuta do ucelenější koncepce. Ostatně ani Droblesův plán nebyl ve své úplnosti realizován. V obecných parametrech (zakládání osad na rozsáhlých územích, hluboko ve vnitrozemí Západního břehu) ale naplněn byl. A na přelomu 80. a 90. let byla základní síť osad dotvořena.
Po celá 70. a 80. léta pokračovalo také masivní budování židovských čtvrtí ve Východním Jeruzalémě, jejichž populace v roce 1985 dosáhla 100 000 lidí. Osady na Západním břehu po nástupu Likudu k moci v roce 1977 začaly rovněž populačně silně narůstat a tento trend pokračoval i po celá 80. léta, kdy se u moci střídaly pravicové a levicové koalice. V roce 1992 i osady na Západním břehu dosáhly hranice 100 000 obyvatel.

### Období mírového procesu a koncepce územního kompromisu
Počátkem 90. let 20. století začal mírový proces a části Pásma Gazy a Západního břehu Jordánu přešly pod bezpečnostní a civilní kontrolu Palestinské autonomie, výstavba osad ale pokračovala. Nedocházelo již ovšem k zakládání nových osad, nýbrž stávající osady zvyšovaly počet svých obyvatel (a to i během vrcholícího jednání s Palestinskou autonomií za premiéra Jicchaka Rabina). Zároveň v blízkosti osad vznikaly satelitní čtvrti, takzvané outposty, které sice administrativně tvořily součást mateřské osady, ale ve skutečnosti se alespoň některé z nich vyvíjely v samostatné komunity, byť neuznávané izraelskou vládou. V období neúspěšných mírových jednání s Palestinci v 90. letech se v izraelské společnosti etablovala idea územního kompromisu, který měl znamenat i částečné vyklizení některých osad (po vzoru osad na Sinajském poloostrově). Zároveň ale i stoupenci takového kompromisu dávali najevo, že některé regiony s hustější sítí židovských osad budou v každém případě ponechány pod izraelskou suverenitou (například Guš Ecjon). Tuto pozici zastávali i nástupci Jicchaka Rabina, byť přesné vymezení oněch osad, které jsou součástí izraelského konsensu, se vždy lišilo a nebylo nikdy oficiálně a trvale definováno. Shlukování izraelských osad do kompaktnějších bloků bylo na Západním břehu Jordánu od 90. let poměrně častým jevem. Bloky izraelských osad plní bezpečnostní i geopolitickou roli, tedy posilují izraelské pozice v konkrétních regionech. Kromě bloku Guš Ecion se tak postupně zformovaly i bloky Guš Adumim, Guš Talmonim nebo Guš Šilo, přičemž významnou roli při jejich zahušťování hrály výše uvedené satelitní čtvrti starších osad (tzv. outposty). Specifickým případem byl vznik lidnatých osad, obývaných ultraortodoxními Židy (Bejtar Illit a Modi'in Ilit), od 90. let 20. století, který společně se sekulárněji orientovanými městy Ari'el a Ma'ale Adumim vnesl do osadnické sídelní struktury prvky urbanismu městského (velkoměstského) typu.

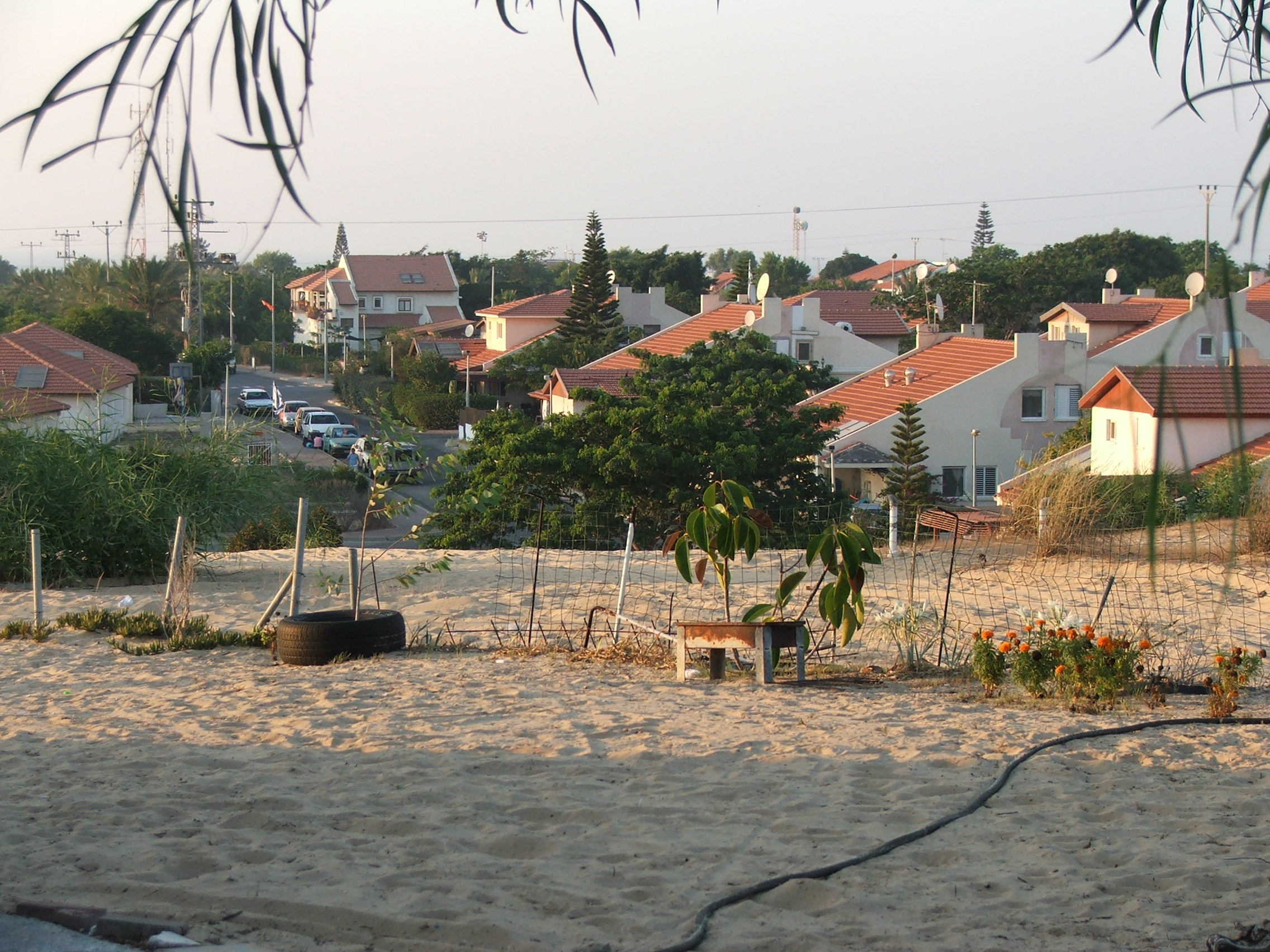
Osada Neve Dekalim v Pásmu Gazy vystěhovaná v roce 2005

Během Druhé intifády docházelo na Západním břehu Jordánu k častým útokům na osadníky a populační růst některých zdejších osad se zpomalil. Nešlo ale o plošný jev, spíše o jednotlivé případy, kdy kvůli nevyhovující bezpečnostní či ekonomické situaci některé osady ztratily atraktivitu. Například obyvatelstvo města Imanuel kleslo mezi roky 2000 a 2003 ze zhruba tří tisíc na necelé dva a půl tisíce. Zároveň ovšem začala výstavba Izraelské bezpečnostní bariéry, která některé osady poblíž Zelené linie fakticky oddělila od Západního břehu a připojila je k Izraeli.
V roce 2005 vláda Ariela Šarona realizovala plán jednostranného stažení, v jehož rámci byly vystěhovány všechny osady v Pásmu Gazy a také čtyři izolované a nepočetné osady v severní části Západního břehu Jordánu. Šlo o politicky přelomový krok, protože Šaron, spojený po celý svůj politický život s obhajobou izraelské osidlovací politiky, nyní provedl demontáž osad v Gaze s populací blížící se deseti tisícům osob. Kvůli této záležitosti Šaron odešel z Likudu a založil stranu Kadima, která se dočasně stala dominantní silou izraelské politiky. Prezident USA George W. Bush v reakci na Šaronovu novou centristickou strategii, jejíž součástí bylo kromě rozhodnutí o vyklizení osad v Gaze i opětovné zahájení vyjednávání s Palestinskou autonomií, zaslal Šaronovi v dubnu 2004 dopis, ve kterém formuloval americkou představu teritoriálních parametrů budoucí mírové dohody. Pro izraelskou vládu v tomto dopise byla nejzásadnější věta, podle které „ve světle nové reality v terénu, včetně už existujících větších izraelských populačních center, by bylo nerealistické očekávat, že výsledkem vyjednávání o konečném statusu by měl být kompletní návrat k liniím příměří z roku 1949.“ Teritoriální pružnost Šaronovy vlády v otázce Gazy tak byla odměněna faktickým uznáním legitimity hlavních bloků židovských osad na Západním břehu Jordánu. Ovšem vysídlení židovských obyvatel z Pásma Gazy bylo lidsky a politicky traumatizující. Mnozí bývalí osadníci z Gazy trávili následující roky v provizorních ubytovnách. Vyklizení židovských osad v Gaze navíc nepřineslo mír. V roce 2007 se moci nad Pásmem Gazy ujalo po převratu islamistické hnutí Hamás a následující dekáda byla charakterizována opakovanými raketovými útoky z Gazy na okolní izraelské vesnice a města, jakož i třemi válečnými konflikty. Podpora veřejnosti pro potenciální další vyklízení židovských osad na Západním břehu Jordánu klesla, stejně jako ochota izraelských politiků (a voličů) riskovat podobný krok. Šaronova strana Kadima, jež byla spojována s konceptem územních ústupků, získala ve volbách do Knesetu roku 2013 už jen dva mandáty.
Dominantní silou se mezitím opět stal Likud. V listopadu 2009 ohlásila izraelská vláda vedená Benjaminem Netanjahuem desetiměsíční moratorium na novou bytovou výstavbu v osadách na Západním břehu Jordánu. Gesto se netýkalo východního Jeruzaléma ani Golanských výšin. Také byla výjimečně povolena výstavba budov veřejného charakteru. Téhož roku zároveň Netanjahu v projevu na Bar-Ilanově univerzitě projevil ochotu k budoucímu utvoření palestinského státu (byť s různými podmínkami), čímž na počátku úřadování americké administrativy Baracka Obamy výrazně revidoval dřívější ideologické postuláty izraelské pravice a strany Likud, která dlouho možnost palestinského státu odmítala. Tato gesta však nevedla k obnovení výraznějšího pokroku ve vyjednávání, stejně jako podobná iniciativa Obamovy administrativy v letech 2013–2014. Výrazným bodem sváru mezi oběma stranami byly právě izraelské osady na Západním břehu a ve Východním Jeruzalémě a míra jejich případného vyklizení. Ohledně otázky Golanských výšin Izrael vyjednával se Sýrií v 90. letech, zejména na přelomu let 1999 a 2000. Syrským požadavkem bylo úplné stažení Izraele a tudíž vyklizení zdejších osad. Od krachu tehdejších rozhovorů se téma teritoriálních ústupků na Golanech již v Izraeli výrazněji neobjevilo.

### Další posilování osad v prvních dvou dekádách 21. století

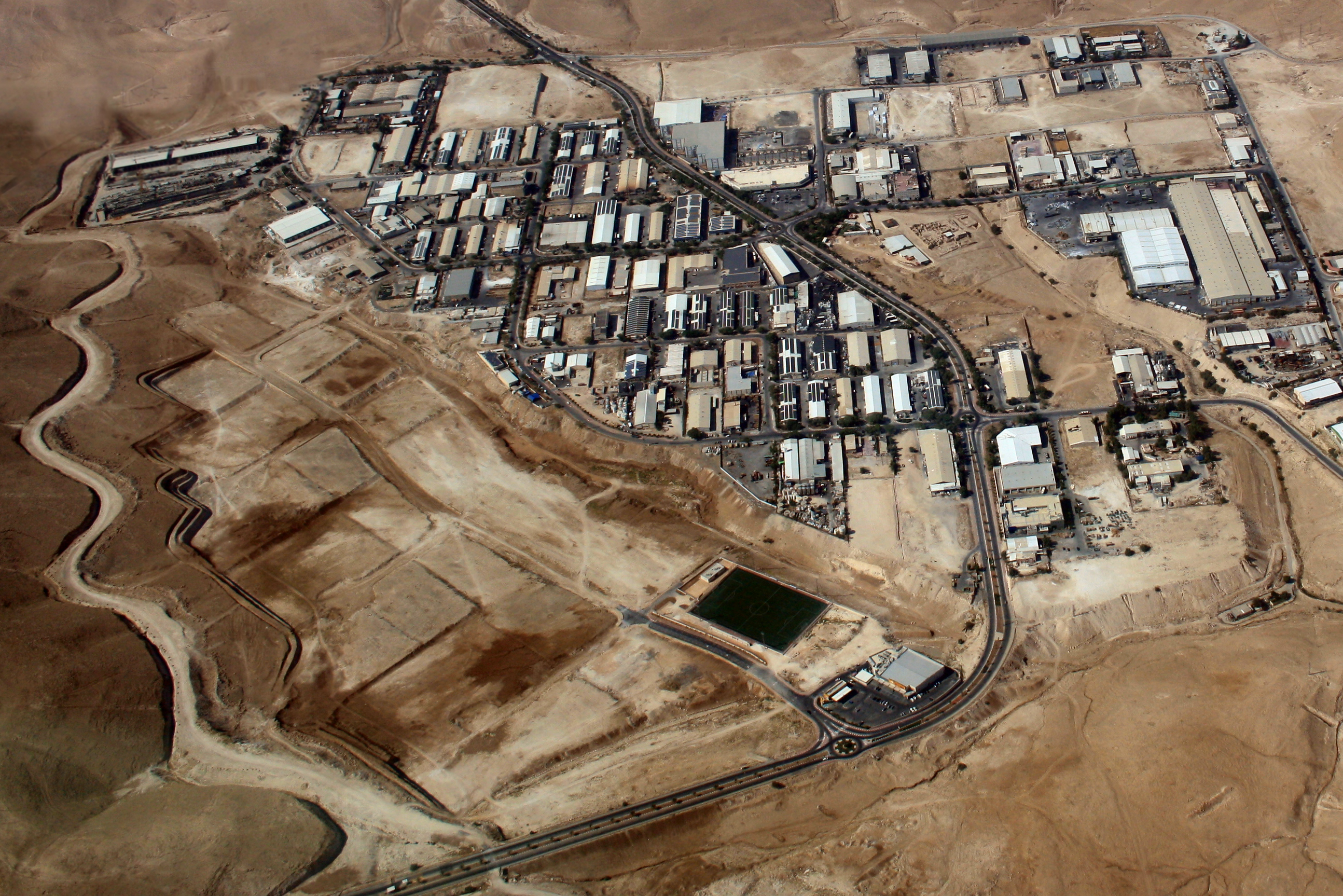
Průmyslová zóna Mišor Adumim východně od Jeruzaléma. Funguje v ní okolo dvou stovek firem.

V první a zejména v druhé dekádě 21. století mezitím pokračovaly židovské osady v rozmachu. Rozšiřuje se jejich ekonomická základna. Existuje zde několik velkých průmyslových zón (například Mišor Adumim, východně od Jeruzaléma v Judské poušti, nebo průmyslová zóna Barkan či průmyslová zóna Ariel v západním Samařsku), které zaměstnávají izraelské i palestinské pracovní síly. V samotných osadách se rozvíjí turistický ruch (například v Judské poušti, podél údolí Jordánu, u Mrtvého moře a na Golanech). Kontroverzi vyvolalo například zařazení zdejších ubytovacích kapacit do nabídky globálních služeb jako je Airbnb. Rozmach prodělala agroturistika, zejména vinařské podniky (na Západním břehu i na Golanských výšinách), které zaznamenaly i mezinárodní úspěchy na vinařských soutěžích. Osady se v této dekádě těšily zlepšené bezpečnostní situaci, kterou usnadňovala i pokračující výstavba dopravní infrastruktury, zejména silničních obchvatů, které minimalizují průjezd intravilány palestinských sídel. Například tzv. Liebermanova silnice (silnice číslo 398 a 356), vedoucí z jeruzalémského předměstí Har Choma jižním směrem, k izraelským osadám na okraji Judské pouště (jako Tekoa a Nokdim), dokončená roku 2008, která se vyhýbá shlukům palestinského osídlení, měla v následujících letech přímý efekt na zrychlený populační růst těchto židovských osad. Roku 2018 zároveň izraelský ministr dopravy Jisra'el Kac rozhodl o zahájení plánování výstavby tramvajové rychlodráhy, spojující aglomeraci Tel Avivu s osadou Ariel. Již předtím, v roce 2012, byla dosavadní vyšší škola v Arielu povýšena na univerzitu, čímž se Arielská univerzita stala první vzdělávací institucí tohoto typu v izraelských osadách na Západním břehu.

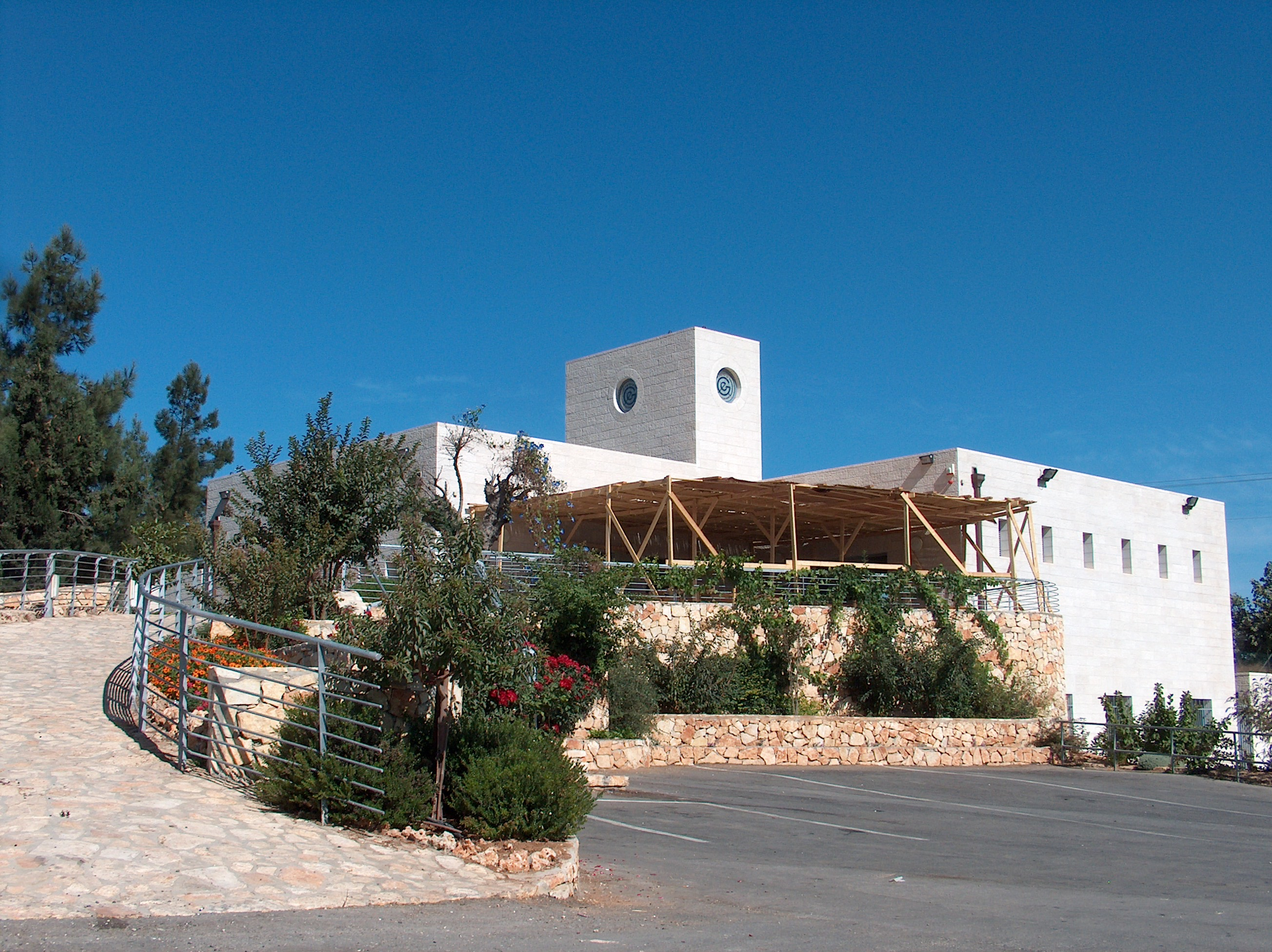
Komplex vinařství v Alon Švut v oblasti Guš Ecion.

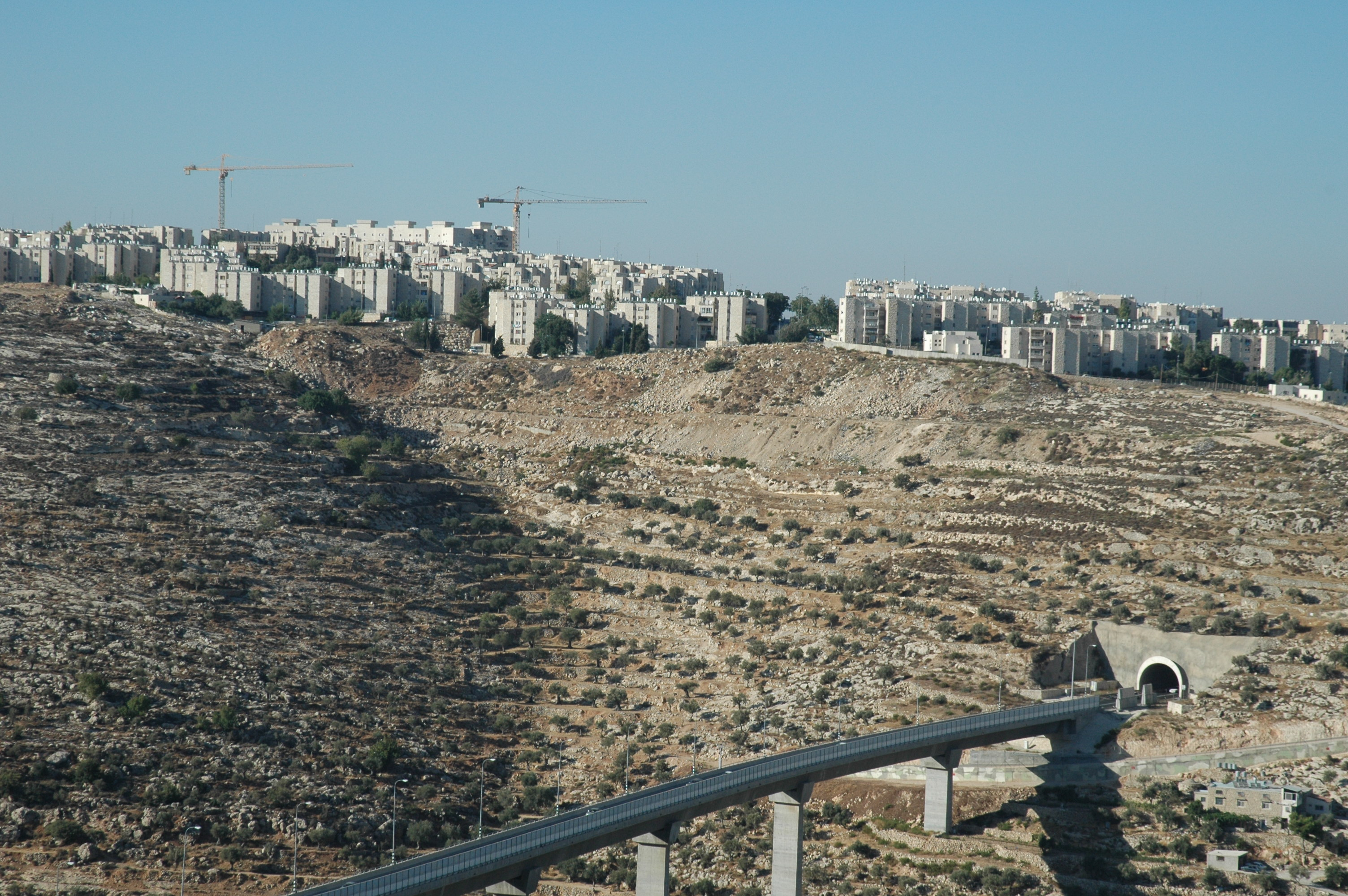
Inženýrsky náročné dopravní stavby umožňují plynulý provoz mezi osadami, přičemž se vyhýbají palestinským městům. Na snímku soustava tunelů a estakád mezi čtvrtí Gilo a regionem Guš Ecion.

Tento vývoj, tedy posilování osad a jejich postupující normalizace, tedy začleňování do hlavního proudu izraelského veřejného, ekonomického a politického života, vedl některé izraelské i zahraniční představitele ke konstatování, že osadnická politika de facto zvítězila a stala se nezvratnou skutečností. Takto se například roku 2012 vyjádřil v komentáři pro list The New York Times předseda Rady Ješa Dani Dajan. Tuto novou realitu přiznávali i mnozí pozorovatelé kritičtí k osadnické politice. Končící americký ministr zahraničních věcí John Kerry pak v závěru roku 2016 varoval, že po čtvrt století prosazovaný model dvoustátního řešení (tedy ustavení židovského a palestinského státu) je trvajícím rozmachem osad ohrožen, protože už nebude politicky a geograficky možné obě populace na Západním břehu Jordánu oddělit. Pokračující výstavba osad a absence mírové dohody mezi Izraelem a Palestinci měla i některé mezinárodněpolitické dopady. Evropská unie v roce 2016 zopakovala, že Západní břeh Jordánu, včetně Východního Jeruzaléma, ani Golanské výšiny neuznává za součást Izraele a na zboží z těchto regionů se proto nevztahují obchodní dohody mezi Izraelem a Unií. EU podpořila specifické označování produktů z izraelských osad, umisťovaných na unijní trh tak, aby nemohly být prodávány coby Made in Israel. Radikálnější formu ekonomického tlaku na židovský stát prosazuje od roku 2005 hnutí BDS, které chce zavést vůči Izraeli kvůli jeho osadnické politice sankce. Stoupenci kampaně BDS také vyzývají k bojkotu firem, jež podnikají na okupovaných územích. Takto například po tlaku aktivistů BDS odstěhovala firma SodaStream svou výrobní továrnu z Mišor Adumim na Západním břehu Jordánu. Kvůli tomu ovšem o práci přišly stovky Palestinců, kteří tu pracovali.
Izraelská levice a část centristických politických sil upozorňují, že pokud růst osad překoná kritickou mez, za kterou už nebude možné sporné území uspokojivě rozdělit, vytvoří se postupně faktické jednostátní řešení, v němž židovský stát ztratí svou židovskou demografickou většinu. Jiní analytici ale konstatovali, že všechny vlády Benjamina Netanjahua se navzdory vnějškově projevované podpoře osadnické politice chovaly opatrně a nedovolovaly masivní výstavbu v izolovaných osadách. To bylo patrné například na slabším stavebním ruchu v odlehlejších osadách jako Bejt El ale i ve městě Ariel nebo Efrat. Představitelé osadnických organizací tuto vládní zdrženlivost občas kritizovali coby faktické, byť nepřiznané zmražení výstavby osad. Vzhledem k tomu, že osady na Západním břehu jsou formálně pod vojenskou správou, podléhá schvalování zdejší výstavby v několika fázích, od územní přípravy po samotné vypisování zakázek na výstavbu, souhlasu vlády (a ministra obrany). Tato vládní opatrnost ohledně povolování nové výstavby byla částečně uvolněna roku 2014, kdy izraelská vláda posunula povolovací proces u většího počtu bytových jednotek na Západním břehu Jordánu, čímž chtěla vyvážit u voličů dopad ústupků, se kterými souhlasila v jiných aspektech vyjednávání s Palestinci. Úvahy o zrychlení budování osad pak vládní politici rozvíjeli od konce roku 2016, poté, co prezidentské volby v USA vyhrál Donald Trump, jenž byl vstřícnější vůči izraelské osadnické politice než jeho předchůdce Obama (na Trumpovu inauguraci byli mimochodem oficiálně pozváni i zástupci židovských osadníků). Přesto ani v těchto letech nevykazoval populační růst židovských osad na Západním břehu výraznější zrychlení. Naopak, meziroční růst činil roku 2015 4,0 %, roku 2016 3,9 % a roku 2017 jen 3,5 %. Pravicové kabinety ani v prvních dvou dekádách 21. století nepřikročily k realizaci plánu masivní výstavby v kontroverzní lokalitě, pracovně nazývané E1 (též Mevaseret Adumim), na severním okraji města Ma'ale Adumim. Její stavební využití by přineslo nárůst izraelské populace o desítky tisíc obyvatel, ale zároveň by dovršilo židovské sídelní kontinuum od Jeruzaléma až po okraj Mrtvého moře a tedy přeťalo souvislé spojení mezi arabskými čtvrtěmi Jeruzaléma. Výstavba v E1 proto naráží na nesouhlas Palestinské autonomie i většiny velmocí. Izraelská vláda také roku 2017 naplnila rozhodnutí soudu o zrušení osady Amona, která zčásti ležela na soukromých pozemcích palestinských vlastníků. Pro vystěhované osadníky ovšem kabinet schválil výstavbu nové osady Amichaj, jež se stala první oficiálně založenou novou osadou za poslední čtvrtstoletí. První rodiny se do ní nastěhovaly roku 2018. Nová osada se přitom nachází v oblasti Guš Šilo, která nebývá většinou řazena mezi bloky osad, které by měly v každém případě zůstat trvale pod izraelskou suverenitou, a která leží v geopoliticky citlivé oblasti s hustým palestinským osídlením.

### Plány na anexi osad
S rostoucí sebedůvěrou osadníků a jejich posouváním do mainstreamu izraelské společnosti se po roce 2016 začaly na parlamentní i vládní úrovni vážně řešit návrhy na částečnou nebo úplnou anexi Západního břehu Jordánu do státu Izrael (tedy zrušení dosavadní vojenské správy), přičemž se objevovala různá variantní řešení geografického rozsahu izraelské anexe i právního statusu, který by v takovém případě získala palestinská populace žijící v anektovaných regionech. Vlivnou se v tomto ohledu stala kniha pravicové publicistky Caroline Glickové z roku 2014, nazvaná The Israeli Solution: A One State Plan for Peace in the Middle East. Mezi zastánce anexe osad se zařadil i prezident Reuven Rivlin, který ale trval na tom, že Palestinci žijící na případně anektovaném území mají obdržet izraelské občanství a plná práva (nikoliv status rezidentů bez izraelského občanství, jak navrhují někteří jiní stoupenci anexe). Stoupenci anexí často odmítají demografický pesimismus a naopak poukazují na dramatickou změnu v populačních trendech, kdy židovská porodnost od počátku 21. století výrazně narůstá, zatímco arabská klesá.
Některé legislativní návrhy na různě odstupňovanou anexi osad na Západním břehu Jordánu se od roku 2017 objevily přímo v Knesetu (byť dle stavu k září 2019 žádný z nich nebyl zatím schválen). Největší verbální podpoře politiků, včetně významných představitelů vládního Likudu, se těšila anexe města Ma'ale Adumim, na východním okraji Jeruzaléma. V roce 2019 začal o částečné anexi Západního břehu mluvit konkrétněji i Benjamin Netanjahu. V září 2019, krátce před parlamentními volbami, Netanjahu prohlásil, že po případném volebním úspěchu jeho vláda okamžitě provede anexi (fakticky „rozšíření izraelské suverenity”, popřípadě „rozšíření izraelské jurisdikce”) osad v údolí Jordánu a v oblasti severního břehu Mrtvého moře (nejvýchodnější část Západního břehu) a následně i všech ostatních osad na Západním břehu.
Zamýšlená anexe lidnatých židovských sídel okolo Jeruzaléma (jako Ma'ale Adumim) měla i specifickou motivaci, kterou bylo vylepšení židovské demografické pozice v Jeruzalémě, kde navzdory půlstoletí budování židovských čtvrtí, vystoupal podíl arabské populace na 37 %. Právě ve Východním Jeruzalémě nebyly první dvě dekády 21. století pro osadnickou politiku tak jednoznačně úspěšné. Posledním větším obytným souborem byla Har Choma, budovaná od počátku 21. století, ale celkově se růst zdejších židovských čtvrtí výrazně zpomalil, naopak živelnou populační i stavební expanzi zaznamenaly arabské čtvrti, v případě těch umístěných za bezpečnostní bariérou (jako Kafr Akab) se navíc výrazně rozvolnila jejich faktická kontrola Izraelem (chybějící vymahatelnost práva a udržování veřejného pořádku). Výrazné kontroverze budilo budování menších židovských obytných souborů přímo v hustě osídlených arabských čtvrtích Jeruzaléma (zejména ve čtvrti Silvan nebo Šejch Džarach). Tyto židovské enklávy obklopené početnou palestinskou populací se svou komplikovanou urbanistickou, demografickou a bezpečnostní charakteristikou podobají židovskému osídlení v historickém jádru Hebronu. Symbolickým úspěchem pro izraelské pozice v Jeruzalémě bylo ovšem přenesení amerického velvyslanectví v Izraeli do tohoto města roku 2018, ačkoliv americká vláda tímto krokem explicitně nepředjímala hranice, ve kterých uznává Jeruzalém za hlavní město Izraele.
Ekonomický a demografický vývoj izraelských osad na Golanských výšinách naopak zůstával po celé sledované období pozitivní. Ani občanská válka v Sýrii a občasné ozbrojené střety v příhraničním pásu Golan nevedly k trvalejšímu zhoršení bezpečnostní situace v tamních osadách. Chaotický syrský konflikt naopak vedl k posílení izraelského geopolitického zájmu na udržení Golan. V roce 2018 zazněly z izraelských vládních míst úvahy o tom, že židovský stát bude usilovat o mezinárodní uznání své dřívější anexe tohoto regionu, zejména o uznání této anexe Spojenými státy americkými. Toto uznání nakonec USA provedly 25. března 2019 formou prezidentského výnosu Donalda Trumpa. Mluvčí generálního tajemníka OSN Antónia Guterrese v reakci uvedl, že americký krok nemá žádný vliv na status Golan coby okupovaného syrského území. Naopak Izrael uznání své suverenity nad Golanskými výšinami americkou vládou ocenil. Izraelská vláda zahájila na jaře 2019 přípravy vzniku nové osady na Golanech, nazvané Ramat Trump (Trumpovy výšiny).
Trumpův mírový plán z ledna 2020 předpokládal, že Izrael bude moci anektovat zhruba 30 % území Západního břehu, včetně všech osad (byť několik z nich se mělo stát enklávami uvnitř souvislého území palestinského státu). Vláda Benjamina Netanjahua následně ohlásila záměr brzkého provedení anexe. Plán provést anexi osad takto rychle, ještě před jednáním s Palestinci, ale narazil na nesouhlas USA a izraelská vláda opakovaně termín provedení anexe odkládala. Jedním z nových termínů byl 1. červenec 2020, ale ani ten nebyl dodržen. Celá myšlenka anektování části Západního břehu byla následně odložena na neurčito ve chvíli, kdy Izrael v srpnu 2020 oznámil dosažení dohody o vzájemném diplomatickém uznání se Spojenými arabskými emiráty a Bahrajnem (tzv. Abrahámovské dohody).

## Geografické rozdělení izraelských osad
Izraelské osady se rozkládají (nebo rozkládaly) na všech územích, která Izrael obsadil v roce 1967:
- Západní břeh Jordánu: osady zde byly zakládány hned od roku 1967 a existují do současnosti. S více než 470 000 osadníky (k roku 2022) jde o nejpočetnější a nejlidnatější skupinu izraelských osad. Do roku 1967 šlo o území pod kontrolou Jordánska (byť jordánská anexe Západního břehu nebyla většinou mezinárodního společenství uznávána).

- Pásmo Gazy: osady zde byly zakládány od roku 1970 (Kfar Darom). Do roku 1967 šlo o součást Egypta (respektive o území pod egyptskou kontrolou). V roce 2005 byly všechny zdejší izraelské osady vystěhovány v rámci plánu jednostranného stažení.

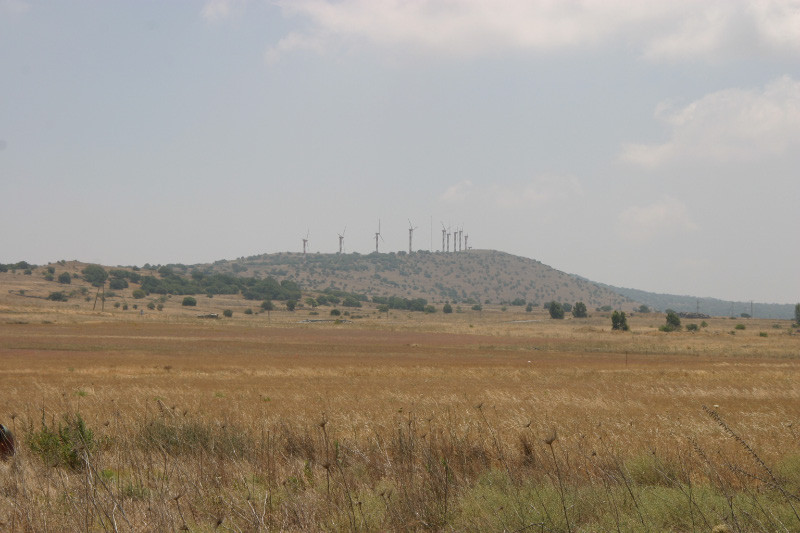
Zemědělsky využívaná krajina na Golanských výšinách

- Východní Jeruzalém: osady (respektive městské čtvrti) zde byly zakládány po roce 1967 a existují dodnes. S cca 220 000 obyvateli (k roku 2019) jde o druhé demograficky nejvýznamnější izraelské osídlení za Zelenou linií, které je Izraelem navíc přímo anektováno. Do roku 1967 šlo o součást Jordánska.

- Golanské výšiny: osady zde byly zakládány hned od roku 1967 a existují dodnes. Území je přímo anektováno Izraelem. Do roku 1967 šlo o součást Sýrie.

- Sinajský poloostrov: osady zde byly zakládány po roce 1967. Do roku 1967 šlo o součást Egypta. V roce 1982 byly všechny zdejší izraelské osady vystěhovány po podpisu Egyptsko-izraelské mírové smlouvy.

## Rozdělení izraelských osad podle velikosti a administrativního statusu
Izraelské osady na Západním břehu Jordánu a na Golanských výšinách zahrnují menší sídla vesnického typu, která se sdružují do oblastních rad, středně velké osady charakteru menších měst, která mají statut místních rad a největší sídla městského typu se statutem města. Jde o strukturu analogickou k sídlům uvnitř samotného Izraele. Největším městem mezi izraelskými osadami je Modi'in Illit na Západním břehu, kde k 31. prosinci 2022 žilo 83 400 obyvatel.
Administrativní dělení ale vždy nekopíruje lidnatost osady a její urbanistický charakter. Například fakticky vesnická osada Ma'ale Efrajim s pouhými cca 1400 obyvateli má status místní rady, zatímco Kochav Ja'akov se zhruba 10 000 obyvatel tento status nemá. Osady ve Východním Jeruzalému nejsou samostatnými administrativními jednotkami, ale mají status městských čtvrtí Jeruzaléma. Některé z nich mají okolo 40 000 obyvatel (Pisgat Ze'ev nebo Ramot).
Menší osady se také dělí podle ekonomického charakteru, a to na kibucy (vysoká míra kolektivní spolupráce), mošavy (nižší míra kolektivní spolupráce) a společné osady (bez hospodářské spolupráce mezi jednotlivými obyvateli).
Kromě oficiálních osad existují na Západním břehu Jordánu i neoficiální osady (tzv. outposty), které izraelská vláda neuznává za samostatné obce a považuje je buď za pouhé čtvrti existujících "mateřských" osad (například osada Nofej Prat je považována za součást Kfar Adumim), nebo za zcela nelegální osídlení vzniklé bez povolení (například Amona, která byla proto roku 2017 izraelskými bezpečnostními složkami vystěhována).
Střechovou organizací osadníků na Západním břehu Jordánu je Rada Ješa' (která v minulosti zastupovala i obyvatele osad z Pásma Gazy).

## Demografie

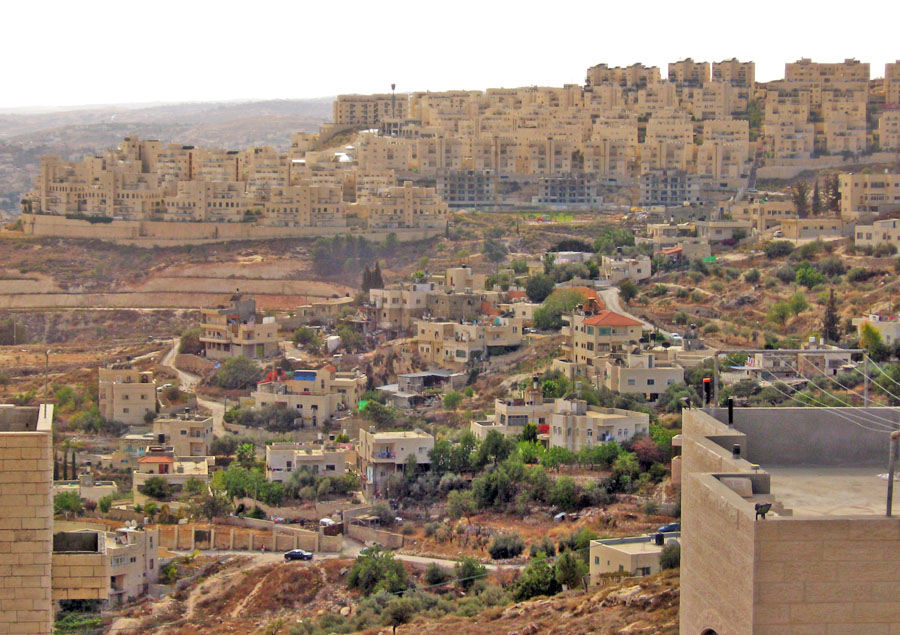
Izraelská čtvrť Har Choma ve Východním Jeruzalému

Izraelské osady, zejména na Západním břehu Jordánu, vykazují setrvalý populační nárůst, který je mnohem rychlejší než přírůstek obyvatelstva v celostátním měřítku. Tento rozdíl se ale postupně snižuje: v roce 2008 byl přírůstek obyvatelstva v osadách na Západním břehu 5,1 % a celostátní růst 1,8 %, pro rok 2017 jsou analogická data 3,5 % versus 1,9 %, pro rok 2022 2,8 % versus 2,2 %. V druhé dekádě 21. století se procentuální přírůstek postupně snižoval od 5 % k hranici 3 %. V absolutních číslech činí roční přírůstky populace stabilně cca 15 000 osob.
| Rok      | 2007 | 2008 | 2009 | 2010 | 2011 | 2012 | 2013 | 2014 | 2015 | 2016 | 2017 | 2018 |
| -------- | ---- | ---- | ---- | ---- | ---- | ---- | ---- | ---- | ---- | ---- | ---- | ---- |
| Růst (%) | 5,1  | 5,6  | 5,1  | 5,0  | 4,5  | 4,7  | 4,3  | 4,2  | 4,0  | 3,9  | 3,4  | 3,0  |

I přes mírné zpomalení růstu demografická váha této skupiny populace stále roste a na počátku 3. dekády 21. století dosáhl 5 procent celkového obyvatelstva Izraele. Osady na Západním břehu také vykazují mimořádně nízký věkový průměr, který v roce 2018 činil 19,2 let, zatímco celostátní průměr činil 29,9. To je přitom pouze průměr. V některých osadách je věkový medián ještě nižší. Například ve městě Bejtar Ilit tvořili roku 2013 nezletilí (do 17 let) plných 63,8 % z celkové populace, čímž šlo o největší podíl ze všech sídel městského charakteru v Izraeli.
| Rok       | 1972 | 1983 | 1995 | 2008 | 2011 | 2012 | 2013 | 2014 | 2015 | 2016 | 2017 | 2018 | 2019 | 2020 | 2021 | 2022 |
| --------- | ---- | ---- | ---- | ---- | ---- | ---- | ---- | ---- | ---- | ---- | ---- | ---- | ---- | ---- | ---- | ---- |
| Podíl (%) | 0,0  | 0,6  | 2,4  | 3,8  | 4,2  | 4,3  | 4,4  | 4,5  | 4,6  | 4,6  | 4,7  | 4,8  | 4,8  | 4,9  | 4,9  | 5,0  |

Zatímco izraelské osady na Sinajském poloostrově se v krátkém časovém úseku své existence nemohly výrazněji demograficky rozvinout a osady v pásmu Gazy zůstávaly po celou dobu svého rozvoje (do jejich zrušení roku 2005) jen nepočetnými enklávami, osady na Západním břehu nebo židovské čtvrti ve východním Jeruzalému jsou domovem desetitisíců lidí. Kombinovaná populace všech izraelských osad (Západní břeh Jordánu, Východní Jeruzalém i Golanské výšiny) přesáhla okolo roku 2009 hranici 500 000 obyvatel, roku 2015 600 000 obyvatel a okolo roku 2021 byla patrně dosažena i hranice 700 000 obyvatel. V roce 2009 zároveň počet osadníků na Západním břehu Jordánu dosáhl 300 000 (v roce 2016 už 400 000 a roku 2020 450 000). V některých územně kompaktních blocích (Guš Ecion, západní okraje Samařska, vnější části aglomerace Jeruzaléma nebo rozsáhlé oblasti Jordánského údolí) tak tvoří Izraelci na Západním břehu etnickou většinu. Populace osad na Golanských výšinách sice zaznamenává nižší roční nárůsty, ale vzhledem k absenci arabského osídlení na většině plochy Golan má tamní osadnická populace etnickou převahu na celém území výšin (kromě čtyř druzských měst na severu).
| Rok        | 1993 | 1994 | 1995 | 1996 | 1997 | 1998 | 1999 | 2000 | 2001 | 2002 | 2003 | 2004 | 2005 | 2006 | 2007 | 2008 | 2009 | 2010 | 2011 | 2012 | 2013 | 2014 | 2015 | 2016 | 2017 | 2018 | 2019 | 2020 | 2021 |
| ---------- | ---- | ---- | ---- | ---- | ---- | ---- | ---- | ---- | ---- | ---- | ---- | ---- | ---- | ---- | ---- | ---- | ---- | ---- | ---- | ---- | ---- | ---- | ---- | ---- | ---- | ---- | ---- | ---- | ---- |
| Počet bytů | 2110 | 1950 | 1780 | 2110 | 1950 | 1780 | 3954 | 3471 | 3101 | 2176 | 2351 | 1673 | 1746 | 2179 | 1535 | 1601 | 2063 | 1666 | 1682 | 1271 | 1424 | 1610 | 2126 | 1826 | 1759 | 2309 | 1619 | 1802 | 2092 |

Demografický vývoj židovských čtvrtí ve Východním Jeruzalémě je složitější. Zdejší populační přírůstky jsou nižší a v kombinaci s nízkým růstem obyvatelstva v západní (převážně židovské) části Jeruzaléma podíl židovské populace v tomto městě jako celku setrvale klesá a úměrně tomu stoupá podíl arabské populace, soustředěné téměř výlučně do arabských čtvrtí Východního Jeruzaléma. V roce 1967 po anexi Východního Jeruzaléma činil podíl statistické kategorie „Židé a ostatní“ na celkové populaci sjednoceného města 74,2 %, k roku 2019 klesl na 61,7 %. Arabské obyvatelstvo mezitím zvýšilo svůj podíl z 25,8 % na 38,3 %. V samotném Východním Jeruzalémě se k roku 2019 uvádí celková populace 573 330, z čehož Židé tvoří 212 010 osob (36,98 %), při zahrnutí nepočetných kategorií „nearabští křesťané“ a „neklasifikovaní podle náboženství“ jde o 219 420 lidí (38,27 %). Židovská populace Východního Jeruzaléma tak je významná, ale geograficky omezená a navíc zaostávající za populačním růstem arabských čtvrtí.
Obyvatelstvo osad se liší ve své náboženské orientaci. Existují osady sekulárních obyvatel (například Ariel), osady obyvatel nábožensky zaměřených (například Efrat) a nebo ultraortodoxních (charedim - například Bejtar Illit). Existují i smíšené osady, ve kterých vedle sebe žijí skupiny s různou mírou náboženského zaměření. Podle dat, která publikoval roku 2016 politik Ja'akov Kac a která vycházejí z neoficiálních populačních statistik, tvořili ultraortodoxní Židé cca 30 % obyvatelstva osad na Západním břehu, stoupenci náboženského sionismu cca 47 % a 20 % obyvatelstva zdejších osad bylo sekulární.
| rok  | Západní břeh Jordánu | Pásmo Gazy | Východní Jeruzalém | Golanské výšiny | celkem  |
| ---- | -------------------- | ---------- | ------------------ | --------------- | ------- |
| 1972 | 1 182                | 700        | 8 649              | 77              | 10 608  |
| 1983 | 22 800               | 900        | 76 095             | 6800            | 106 595 |
| 1985 | 44 100               | 1 900      | 103 900            | 8 700           | 158 700 |
| 1989 | 69 800               | 3 000      | 117 100            | 10 000          | 199 900 |
| 1990 | 78 600               | 3 300      | 135 000            | 10 600          | 227 500 |
| 1991 | 90 300               | 3 800      | 137 300            | 11 600          | 243 000 |
| 1992 | 101 100              | 4 300      | 141 000            | 12 000          | 258 400 |
| 1993 | 111 600              | 4 800      | 152 800            | 12 600          | 281 800 |
| 1995 | 133 200              | 5 300      | 157 300            | 13 400          | 309 200 |
| 1996 | 142 700              | 5 600      | 160 400            | 13 800          | 322 500 |
| 1997 | 154 400              | 5 700      | 161 416            | 14 300          | 335 816 |
| 1998 | 163 300              | 6 100      | 165 967            | 14 900          | 350 267 |
| 1999 | 177 411              | 6 337      | 170 123            | 15 313          | 369 184 |
| 2000 | 192 976              | 6 678      | 172 250            | 15 955          | 387 859 |
| 2002 | 214 722              | 7 277      | 175 617            | 16 503          | 414 119 |
| 2003 | 224 669              | 7 556      | 178 601            | 16 791          | 427 617 |
| 2004 | 234 487              | 7 826      | 181 587            | 17 265          | 441 828 |
| 2005 | 258 988              | 0          | 184 057            | 17 794          | 460 838 |
| 2006 | 268 400              | 0          | 186 857            | 18 105          | 473 362 |
| 2007 | 276 462              | 0          | 189 708            | 18 692          | 484 862 |
| 2008 | 295 380              | 0          | 193 091            | 19 083          | 507 554 |
| 2009 | 299 440              | 0          | 191 960            | 19 248          | 510 648 |
| 2010 | 314 132              | 0          | 198 629            | 19 797          | 534 224 |
| 2011 | 325 500              | 0          | 196 400            | 19 500          | 541 400 |
| 2012 | 341 400              | 0          | 199 650            | 20 000          | 561 050 |
| 2013 | 356 500              | 0          | 203 910            | 20 500          | 580 910 |
| 2014 | 370 700              | 0          | 208 410            | 21 300          | 600 410 |
| 2015 | 385 900              | 0          | 211 560            | 21 000          | 618 460 |
| 2016 | 399 300              | 0          | 214 590            | 22 900          | 636 790 |
| 2017 | 413 400              | 0          | 215 930            | 23 700          | 653 030 |
| 2018 | 427 800              | 0          | 220 160            | 24 300          | 672 260 |
| 2019 | 441 600              | 0          | 219 420            | 24 900          | 685 920 |
| 2020 | 451 700              | 0          | n/a                | 25 600          | n/a     |
| 2021 | 465 400              | 0          | n/a                | 26 400          | n/a     |
| 2022 | 478 600              | 0          | n/a                | 27 300          | n/a     |